# Olindiidae
Olindiidae è una famiglia di Hydrozoa.
Secondo altri ordinamenti viene assegnata all'ordine Limnomedusae (Kramp, 1938) oppure al sottordine Limnomedusae.

## Distribuzione
Le specie della famiglia sono distribuite in tutti gli oceani, sia ai tropici che nei mari freddi. Tuttavia, la famiglia include anche specie che vivono in acque dolci e/o salmastre.

## Generi
- Aglauropsis Fr. Müller, 1865
- Calpasoma Fuhrmann, 1939
- Craspedacusta Lankester, 1880
- Cubaia Mayer, 1894
- Eperetmus Bigelow, 1915
- Gonionemus A. Agassiz, 1862
- Gossea A. Agassiz, 1862
- Limnocnida Günther, 1893
- Maeotias Ostroumoff, 1896
- Nuarchus Picard, 1952
- Olindias F. Müller, 1861
- Olindioides Goto, 1903
- Scolionema Kishinouye, 1910
- Vallentinia Browne, 1902